# Jane Kallir
Pour les articles homonymes, voir Kallir.
Jane Kallir, née le 30 juillet 1954 à New York , est une marchande d'art, conservatrice et autrice de livres d'art américaine. Elle est codirectrice de la Galerie St. Etienne à New York, spécialisée dans l'expressionnisme autrichien et allemand ainsi que dans l'art autodidacte et l'art brut. Jane Kallir a organisé des expositions dans de nombreux musées américains et internationaux et a rédigé le catalogue raisonné de l’œuvre d’Egon Schiele sur tous les médiums.

## Biographie
Jane Kallir est diplômée de l'université Brown en 1976, titulaire d'un BA en art et histoire de l'art. En 1977, elle commence à travailler pour son grand-père Otto Kallir, fondateur en 1939 de la Galerie St. Etienne à New York. En 1979, elle devient co-directrice de cette galerie, avec Hildegard Bachert (en).
En 1985, elle épouse Gary Cosimini, rencontré pendant ses études. Le couple divorce en 1996. Elle se remarie en 2008.
Sous la direction de Jane Kallir, la Galerie St. Etienne lance en 1980 un programme régulier d'expositions en prêt de la part des musées, une pratique alors peu courante dans les galeries commerciales. Ces expositions sont régulièrement accompagnées de catalogues de livres publiés par des éditeurs spécialisés. Au nombre des musées prêteurs figurent le Museum of Fine Arts, Boston, l' Art Institute of Chicago, le Solomon R. Guggenheim Museum, le Metropolitan Museum of Art, le Museum of Modern Art, le Whitney Museum of American Art, le Hirshhorn Museum and Sculpture Garden, le Phillips Collection, la Kunsthalle Bremen, le Lenbachhaus à Munich, la Galerie nationale du Canada à Ottawa, le Wien Museum et le Belvédère Vienne, ainsi que de nombreux collectionneurs privés.
Jane Kallir publie une monographie de facture académique pour accompagner chaque exposition de la Galerie St. Etienne ainsi qu'un « Rapport sur le marché de l'art » annuel, prévu pour coïncider avec la tenue de l'exposition Art Basel en juin.
En plus des expositions majeures de la Galerie St. Etienne, elle organise des expositions muséales à l'échelle nationale et internationale. Conférencière infatigable, elle a écrit plus de vingt livres d'art et de nombreux textes de catalogue. La Galerie St. Etienne est membre de longue date de l'Art Dealers Association of America, dont Kallir a occupé le poste de vice-présidente de 2003 à 2006. La galerie participe au Winter Antiques Show, à l'ADAA Art Show et à l'IFPDA Print Fair (tous les trois à New York) et Art Basel (à Bâle, en Suisse).
En 1994, Jane Kallir se voit décerner la médaille d'honneur d'argent pour services rendus à la République d'Autriche .

## Expositions muséales
On doit à Jane Kallir plus de 50 expositions dans des musées aux États-Unis, en Autriche, en France, en Allemagne, en Italie, au Japon, en Corée du Sud et aux Pays-Bas. Les institutions avec lesquelles elle a travaillé comprennent notamment la National Gallery of Art et le Musée national des femmes dans les arts de Washington, le Hangaram Museum of Art du Centre artistique de Séoul et le Museo del Vittoriano de Rome.
Elle a organisé trois expositions pour le musée du Belvédère de Vienne : « Egon Schiele in der Österreichischen Galerie », « Egon Schiele : Self-Portraits and Portraits » et « The Women of Klimt, Schiele and Kokoschka ».
Kallir a également envoyé des expositions sur la peintre Grandma Moses dans plus de 30 lieux aux États-Unis et au Japon.
Son implication auprès de cette artiste perpétue une tradition remontant à la première exposition personnelle de Grandma Moses qui s'est tenue en 1940 à la Galerie St. Etienne.

## Publications
Jane Kallir est l'autrice de 21 livres d'art. Elle a publié neuf volumes sur Egon Schiele, dont le catalogue raisonné de l'artiste, et sept études sur d'autres aspects de l'art autrichien fin-de-siècle. Son article de 1986, Viennese Design and the Wiener Werkstättele (le design viennois et la Wiener Werkstätte), reste un texte classique sur le sujet.
La publication la plus récente de Kallir est The Women of Klimt, Schiele and Kokoschka, pour accompagner l'exposition qu'elle a organisée au Belvédère en 2015. Les écrits de Kallir comprennent également quatre volumes sur Grandma Moses.
En collaboration avec la codirectrice de la Galerie St. Etienne, Hildegard Bachert, Kallir gère les archives de Grandma Moses rassemblées par Otto Kallir en lien avec le catalogue raisonné de Grandma Moses.
Jane Kallir et Bachert donnent des opinions sur l'authenticité des œuvres qui ne figurent pas dans ce livre de 1973 et les ajoutent aux archives. En plus de ses nombreuses monographies, Jane Kallir a signé de nombreux articles de magazines, ainsi que des essais de catalogues d'exposition pour des institutions telles que le Musée de la Louisiane à Copenhague  la Schirn Kunsthalle à Francfort, le Centre Georges Pompidou à Paris, le National Galerie du Canada à Ottawa, le Milwaukee Art Museum, la Neue Galerie New York, l'American Folk Art Museum et le Philadelphia Museum of Art. En tant qu'auteur, Jane Kallir a reçu plusieurs prix littéraires. En 1982, le «Prix des sociétés de bibliothèques d'art» a été décerné à The Folk Art Tradition et en 1985 à Vienne d'Arnold Schoenberg.
Le «Elie Faure Award» et le «Prix des Lecteurs de Beaux-Arts Magazin» lui ont tous deux été décernés en 1991 pour Egon Schiele: The Complete Works.

## Egon Schiele
Jane Kallir est considérée comme une experte de référence de l'œuvre d'Egon Schiele[réf. souhaitée], qu'elle a recensée dans Egon Schiele : The Complete Works en 1990, édition mise à jour en 1998.
Elle donne régulièrement des avis sur les œuvres absentes de ce catalogue raisonné ou des travaux académiques sur Schiele, et tient à jour la liste de ses œuvres authentifiées depuis 1998. De nombreux collectionneurs de Schiele ont été persécutés après l'annexion de  l'Autriche par Hitler en 1938. Egon Schiele: The Complete Works contient une annexe, « Who's Who in the Provenances », qui documente les collections pillées ou perdues pendant les années nazies.
En 1997, Kallir remet au New York Times un dossier documentant le vol par les nazis du portrait de Wally. L'affaire qui en résulte conduit à la saisie du tableau par le procureur du district de New York et à un procès de douze ans. En conséquence, le Parlement autrichien publie en 1998 un décret rouvrant le procès en réclamation pour les musées d'État et en 2010, les héritiers du premier propriétaire du Portrait de Wally reçoivent en dédommagement la somme de 19 millions de dollars. Le rôle joué par Jane Kallir dans cette histoire est présenté dans un film documentaire datant de 2012, Portrait of Wally.
L'ouverture d'archives autrichiennes sous scellés, parallèlement au décret de restitution de 1998, a produit une multitude de nouvelles preuves prouvant la spoliation nazie. Jane Kallir continue de travailler en collaboration avec les chercheurs autrichiens sur l'identification des provenances des tableaux Schiele.